# Silvio Marini
Silvio Marini (Pola, 26 settembre 1912 – ...) è stato un calciatore italiano, di ruolo attaccante.

## Carriera
Ha giocato in Serie A con la Triestina ed in Serie B con la Grion Pola.